# Lijst van bisschoppen van Namen
Dit is een lijst van bisschoppen van het bisdom Namen.
- 1561-1578: Antoine Havet.
- 1578-1580: Laurentius Metsius.
- 1580-1592: François de Wallon-Capelle.
- 1593-1595: Jean Dave.
- 1597-1601: Jacob Blasaeus, hij werd later bisschop van Sint-Omaars.
- 1601-1615: François Buisseret, hij werd later aartsbisschop van Kamerijk.
- 1615-1629: Jean Dauvin.
- 1630-1651: Engelbert des Bois (of Desbois).
- 1654-1668: Jean de Wachtendonck. Hij werd later bisschop van Mechelen.
- 1669-1679: Ignaas August Schetz van Grobbendonck, hij was voordien bisschop van Roermond en werd later bisschop van Gent.
- 1680-1695: Pierre Vandenperre (of van den Perre).
- 1698-1725: Ferdinand Paul Ernest Maximilien de Berlo de Brus.
- 1727-1740: Thomas Jean François de Strickland de Sigergh.
- 1741-1771: Paul Godefroid de Berlo de Franc-Douaire.
- 1772-1779: Ferdinand Marie de Lobkowicz (of de Lobkowitz), hij werd later bisschop van Gent.
- 1780-1796: Albert-Louis van Lichtervelde.
- 1802-1803: Claude de Bexon
- 1804-1826: Charles-François-Joseph Pisani de la Gaude
- 1828-1831: Nicolas-Alexis Ondernard
- 1833-1835: Jean-Arnold Barrett
- 1836-1865: Nicolas-Joseph Dehesselle
- 1865-1867: Victor-Augustus Dechamps C.Ss.R.
- 1867-1883: Théodore-Joseph Gravez
- 1883-1884: Pierre-Lambert Goossens
- 1884-1892: Édouard-Joseph Belin
- 1892-1899: Jean-Baptiste Decrolière
- 1899-1941: Thomas Louis Heylen O.Praem.
- 1941-1974: André Marie Charue
- 1974-1991: Robert-Joseph Mathen
- 1991-2010: André-Mutien Léonard
- 2010-2019: Rémy Vancottem
- 2019-heden: Pierre Warin